# Tóth Áron
Tóth Áron (Jászberény, 1994. július 5.-) magyar politikus, közéleti szereplő, politológus. A Zöld Generáció Ifjúsági Tagozat elnöke, valamint az LMP – Magyarország Zöld Pártja Jász-Nagykun-Szolnok vármegyei vezetője.

## Életrajz
Középiskola tanulmányait a pásztói Mikszáth Kálmán Líceum magyar-francia kéttannyelvű tagozatán végezte. 2018-ban szerzett politológia diplomát a Budapesti Corvinus Egyetemen. Jelenleg szintén a Budapesti Corvinus Egyetem Gazdálkodástudományi karának hallgatója. 

## Politikai pályafutása
2018-tól 2021-ig a Jövő Egyesület egyik vezetője, 2021-ig a szervezet alelnöke.
A 2019-es magyarországi önkormányzati választáson a Momentum -DK -LMP-Jobbik-MSZP közös képviselőjelöltje Szolnok 1. egyéni választó kerületében. A szavazatok 46,33%-át szerezte meg, 14 szavazattal alulmaradva ellenfelével szemben. 
A 2021-es magyarországi ellenzéki előválasztáson Szolnokon, a Jász-Nagykun-Szolnok megyei 1. sz. országgyűlési egyéni választókerületben indult az LMP jelöltjeként.
A 2024-es önkormányzati választásokon az LMP jelöltjeként indult Szolnok város polgármester posztjáért, de nem nyerte el.  Kompenzációs listáról mandátumot szerezett.